# 納亞拉省
納亞拉省（法語：Nayala）是布基納法索布克萊迪穆翁大區東部的一個省，面積3,919平方公里。2006年人口162,869人。首府托馬。
本區下轄六縣。
12°38′N 4°25′W / 12.63°N 4.42°W